# Урманчеева, Таисия Ганиевна
Таисия Ганиевна Урманчеева (26 ноября 1926, ст. Атаманская, Краснодарский край) — ученый в области физиологии и патологии высшей нервной деятельности, доктор медицинских наук. Активный участник подготовки обезьян к космическим полетам совместно с Институтом медико-биологических проблем Минздрава СССР.
Впервые в Абхазии ввела в практику здравоохранения методику электроэнцефалографического обследования больных и провела исследования ЭЭГ практически здоровых долгожителей Абхазии.

## Биография
Окончила педиатрический факультет Ростовского государственного медицинского института (1949), затем — аспирантуру (1952).
С 1952 работала ассистентом на кафедры нормальной физиологии РГМИ.
В 1956 защитила кандидатскую диссертацию на тему: «Применение электрофизиологического метода для изучения деятельности разных отделов головного мозга».
С 1961 — в НИИЭПиТ АМН СССР: старший научный сотрудник, заведующая лаборатории физиологии и патологии высшей нервной деятельности, заведующая отделом физиологии и патологии ВНД.
В 1973 защитила докторскую диссертацию на тему: «Роль гиппокампа в корковоподкорковых взаимоотношениях».
С 1970 — совместная работа с Институтом сердца и кровообращения (ГДР, Берлин-Бух) по изучению роли отдельных корковых и подкорковых образований головного мозга в развитии сердечно-сосудистых заболеваний, а также с учёными Чехословакии над темой: «Изучение центральных и гуморальных механизмов развития невротических нарушений сердечно-сосудистой системы».

## Область научных интересов
Основные научные интересы:
изучение роли разных отделов коры и подкорково-стволовых образований головного мозга в механизмах организации поведения высших животных в норме и при функциональных и структурных изменениях центральной нервной системы с использованием условно-рефлекторных и электрофизиологических методик.
Её научные интересы в годы после грузино-абхазского конфликта : изучение влияния экстремальных факторов на обезьян.
В 70-х изучала влияние отсутствие двигательной активности во время космического полета (гипокинезия) на живые организмы. Совместно с Анной Джокуа, И. Козловским (Москва) разработали модель «клиностатической гипокинезии обезьян, то есть ограничение двигательной активности в горизонтальном положении до 50 суток». В ходе экспериментов получили результат идентичный воздействию космической гипокинезии на организм человека: потеря жидкости, снижение температуры тела и другие показатели. Данная модель, ослабляющая двигательную активность с использованием мягкой фиксации животных специальным комбинезоном не имела аналогов в мире. Обездвиженность влияет и на точность, своевременность двигательной функции, нарушает координацию. Потребовалось изучить механизм двигательных нарушений и обучить обезьян выполнять движения, связанные с их точностью, скоростью, своевременностью. И обезьян научили выполнять очень важный цикл движений, необходимых космонавту в процессе полета — операторские движения, прием пищи и т.д.

## Награды
Бронзовая медаль ВДНХ СССР.
Почётная грамота Президиума Верховного Совета Абхазия.
Значок «Отличник здравоохранения».

## Изданные работы и сочинения
Автор более 200 научных работ.
Становление корково-подкорковых взаимоотношений в онтогенезе у низших обезьян по электрофизическим показателям // Медицинская приматология. Тб., 1967;
Использование обезьян в изучении эффектов клинической гипокинезии. Сухуми, 1983 (соавт.).